# Wiadomości Elektrotechniczne
Wiadomości Elektrotechniczne – miesięcznik Stowarzyszenia Elektryków Polskich wydawany przez Wydawnictwo SIGMA-NOT, adresowany do konstruktorów, projektantów i eksploatatorów maszyn, urządzeń i układów elektrycznych.
Wiadomości Elektrotechniczne notowane są na liście czasopism naukowych jako tytuł o uznanej pozycji. Artykuły naukowo-techniczne w nich publikowane są recenzowane i przy ocenie parametrycznej jednostek naukowych dokonywanej przez Ministerstwo Nauk i Szkolnictwa Wyższego uzyskują 6 punktów.

## Tematyka
Czasopismo zawiera treści przeglądowe, problemowe i dyskusyjne ze wszystkich podstawowych działów współczesnej elektrotechniki silnoprądowej: akumulatory i ogniwa, aparaty i urządzenia, automatyka, badania i certyfikacja, bezpieczeństwo pracy, elektronika przemysłowa, elektrotermia, elektryczny sprzęt powszechnego użytku, energetyka, energoelektronika, elektroinstalacje, kable i przewody, maszyny i transformatory, materiały i technologie, miernictwo, napęd elektryczny, normalizacja i przepisy, ochrona odgromowa i przeciwporażeniowa, sieci elektroenergetyczne, technika świetlna. Informacje o nowościach krajowych i światowych z zakresu elektrotechniki (wydawnictwa, konferencje, imprezy i wydarzenia techniczne). Artykuły naukowo-techniczne publikowane w Wiadomościach Elektrotechnicznych są recenzowane, a ich streszczenia są zamieszczane w międzynarodowej bazie INSPEC.